# Anapausis helvetica
Anapausis helvetica är en tvåvingeart som beskrevs av Haenni 1984. Anapausis helvetica ingår i släktet Anapausis och familjen dyngmyggor.
Artens utbredningsområde är Schweiz. Inga underarter finns listade i Catalogue of Life.